# Nephelistis fluminalis
Nephelistis fluminalis là một loài bướm đêm trong họ Noctuidae.